# 타카다 카호
타카다 카호(高田 夏帆, 1996년 5월 31일 ~ )는 일본의 배우이며, 2014년 데뷔하였다.

## 캐스팅

### 드라마
- 2014년 세일러 좀비
- 2014년 GTO
- 2014년 짬뽕 먹고 싶다
- 2015년 오모테산도 고교 합창부!
- 2016년 아빠 언니
- 2017년 인형 사시치 체포장
- 2018년 가면라이더 빌드
- 2019년 사랑보다 좋아하면, 안되나요?
- 2020년 스나이퍼 토키무라 마사요시의 일하는 방식 개혁
- 2020년 과수연의 여자 시즌20
- 2021년 린코씨는 해보고 싶다
- 2022년 류세이진 블루브
- 2022년 치무돈돈
- 2023년 마쿠라코토바
- 2023년 여왕의 법의학~시활사~ 3
- 2023년 형사 7인 시즌9

### 영화
- 2017년 치어 댄스
- 2017년 가면라이더 헤이세이 제네레이션즈 FINAL 빌드&에그제이드 with 레전드 라이더
- 2018년 테레비군 초 배틀 DVD 가면라이더 빌드 탄생! 쿠마 테레비!! VS가면라이더 그리스
- 2018년 극장판 가면라이더 빌드 Be The One
- 2018년 테레비군 초 배틀 DVD 가면라이더 프라임 로그
- 2018년 가면라이더 헤이세이 제네레이션즈 FOREVER
- 2019년 빌드 NEW WORLD 가면라이더 크로즈
- 2019년 빌드 NEW WORLD 가면라이더 그리스

## 예능
- 한일로맨스 혼전연애 (MBN, 2024년) ♡ 최다니엘